# Данијел Пасарела
Данијел Алберто Пасарела (шп. Daniel Alberto Passarella; 25. мај 1953) бивши је професионални аргентински фудбалер који је играо на позицији штопера. Предводио је као капитен репрезентацију Аргентине до шампионске титуле на Светском првенству 1978. Постао је и по други пут светски шампион са својом репрезентацијом на Светском првенству 1986.
Пасарела се сматра једним од најбољих штопера свих времена својевремено и најбољим. У једном тренутку држао је рекорд као одбрамбени играч који је постигао највише голова, постигао је чак 134 голова на 451 мечу, тај рекорд је касније оборио холандски дефанзивац Роналд Куман.
Пасарела је био врхунски штопер са одличним одбрамбеним способностима, током своје каријере најквалитетнији је био у скок игри упркос својој висини од 1.73 м. Често је давао голове главом из скок игре, такође је био одличан извођач слободних удараца и пенала. Иначе, Пасарела се сматра најбољим дефанзивцем у историји јужно-америчког континента, заједно са Чилеанцем Елијасом Фигуером. Чувени бразилски фудбалер Пеле га је 2004. године уврстио на своју листу познату под називом ФИФА 100, на којој се налази 125 најбољих живих играча.
Након завршене играчке каријере посветио се послу тренера, а такође је био и селектор репрезентација Аргентине и Уругваја.

## Клупска каријера
Пасарела је рођен 25. маја 1953. године у Чакабуку, провинција у Буенос Ајресу. Каријеру је започео у Сармијенту да би касније прешао у Ривер Плејт, где је постао један од најталентованијих аргентинских штопера у то време, и захваљујући одличним партијама које је пружао у Ривер Плејту добио је позив да се придружи репрезентацији.
Након добрих партија на светском првенству 1982., придружио се италијанском прволигашу Фјорентини, где је у италијанској Серији А постигао рекордан број голова за дефанзивца у једној сезони.
1986. прелази из Фјорентине у Интер Милан, у којем је провео две сезоне да би се 1988. поново вратио у Ривер Плејт у којем је играо све до краја своје професионалне каријере.

## Репрезентативна каријера
Пасарела је и пре Светског првенства 1978. у Аргентини био јако важан играч у репрезентацији и представљао стуб одбране. Предводио је Аргентину до титуле светског првака 1978. године као капитен, иначе он је постао први аргентински фудбалер који је у рукама држао трофеј светског првака јер је то био први пут да репрезентација Аргентине постане шампион света у фудбалу. Током квалификација за Светско првенство 1986. Пасарела је знатно помогао својој репрезентацији да обезбеди пласман на исто, тако што је у последњим минутима на мечу са Перуом асистирао саиграчу Рикарду Гареки за погодак.
На светском првенству 1986. године у Мексику Пасарела није био у првом плану, у првом тиму га је заменио дефанзивац Хосе Луис Браун. Имао је бурне односе са капитеном Дијегом Марадоном и тренером Карлосом Билардом током турнира.
Иако није био део националног тима који је освојио Светско првенство 1986, постао је једини играч који се налазио у саставу обе аргентинске екипе које су постале светски прваци.

## Статистика каријере

### Клуб
| Клуб              | Сезона            | Лига                | Лига    | Лига   | Куп     | Куп    | Континентал | Континентал | Укупно  | Укупно |
| Клуб              | Сезона            | Дивизија            | Наступа | Голова | Наступа | Голова | Наступа     | Голова      | Наступа | Голова |
| ----------------- | ----------------- | ------------------- | ------- | ------ | ------- | ------ | ----------- | ----------- | ------- | ------ |
| Ривер Плејт       | 1974.             | Прва лига Аргентине | 22      | 5      | –       | –      | –           | –           | 22      | 5      |
| Ривер Плејт       | 1975.             | Прва лига Аргентине | 29      | 9      | –       | –      | –           | –           | 29      | 9      |
| Ривер Плејт       | 1976.             | Прва лига Аргентине | 35      | 24     | –       | –      |             | 1           | 35      | 24     |
| Ривер Плејт       | 1977.             | Прва лига Аргентине | 40      | 13     | –       | –      |             | 1           | 40      | 13     |
| Ривер Плејт       | 1978.             | Прва лига Аргентине | 19      | 4      | –       | –      |             | 1           | 19      | 4      |
| Ривер Плејт       | 1979.             | Прва лига Аргентине | 38      | 9      | –       | –      | –           | –           | 38      | 9      |
| Ривер Плејт       | 1980.             | Прва лига Аргентине | 41      | 12     | –       | –      |             | 0           | 41      | 12     |
| Ривер Плејт       | 1981.             | Прва лига Аргентине | 42      | 14     | –       | –      |             | 1           | 42      | 14     |
| Ривер Плејт       | Укупно            | Укупно              | 266     | 90     | 0       | 0      |             | 4           |         | 94     |
| Фјорентина        | 1982.–1983.       | Серија А            | 27      | 3      | 5       | 0      | 2           | 0           | 34      | 3      |
| Фјорентина        | 1983.–1984.       | Серија А            | 27      | 7      | 7       | 1      | –           | –           | 34      | 8      |
| Фјорентина        | 1984.–1985.       | Серија А            | 26      | 5      | 6       | 3      | 3           | 1           | 35      | 9      |
| Фјорентина        | 1985.–1986.       | Серија А            | 29      | 11     | 7       | 4      | –           | –           | 36      | 15     |
| Фјорентина        | Укупно            | Укупно              | 109     | 26     | 25      | 8      | 5           | 1           | 139     | 35     |
| Интер Милан       | 1986.–1987.       | Серија А            | 23      | 3      | 8       | 4      | 7           | 1           | 38      | 8      |
| Интер Милан       | 1987.–1988.       | Серија А            | 21      | 6      | 8       | 1      | 6           | 0           | 35      | 7      |
| Интер Милан       | Укупно            | Укупно              | 44      | 9      | 16      | 5      | 13          | 1           | 73      | 15     |
| Ривер Плејт       | 1988.–1989.       | Прва лига Аргентине | 32      | 9      | –       | –      | –           | –           | 32      | 9      |
| Укупно у каријери | Укупно у каријери | Укупно у каријери   | 451     | 134    | 41      | 13     |             | 6           |         | 153    |

### Репрезентативна
| Aргентина |         |        |
| Година    | Наступа | Голова |
| 1976.     | 6       | 2      |
| 1977.     | 7       | 3      |
| 1978.     | 13      | 4      |
| 1979.     | 11      | 5      |
| 1980.     | 9       | 3      |
| 1981.     | 4       | 1      |
| 1982.     | 9       | 3      |
| 1983.     | 0       | 0      |
| 1984.     | 0       | 0      |
| 1985.     | 8       | 1      |
| 1986.     | 3       | 0      |
| Укупно    | 70      | 22     |

### Голови за репрезентацију
| #   | Датум               | Стадион                                     | Противник       | Резултат | Коначан резултат | Такмичење                                |
| --- | ------------------- | ------------------------------------------- | --------------- | -------- | ---------------- | ---------------------------------------- |
| 1.  | 28. октобар 1976.   | Лима, Перу                                  | Перу            | 2–1      | 3–1              | пријатељска                              |
| 2.  | 10. новембар 1976.  | Хозе Амалфитани, Буенос Ајрес, Аргентина    | Перу            | 1–0      | 1–0              | пријатељска                              |
| 3.  | 5. јун 1977.        | Алберто Х. Армандо, Буенос Ајрес, Аргентина | Западна Немачка | 1–3      | 1–3              | пријатељска                              |
| 4.  | 18. јун 1977.       | Алберто Х. Армандо, Буенос Ајрес, Аргентина | Шкотска         | 1–1      | 1–1              | пријатељска                              |
| 5.  | 3. јул 1977.        | Алберто Х. Армандо, Буенос Ајрес, Aргентина | Југославија     | 1–0      | 1–0              | пријатељска                              |
| 6.  | 23. март 1978.      | Национални стадион у Перуу, Лима, Перу      | Перу            | 2–0      | 3–1              | пријатељска                              |
| 7.  | 5. април 1978.      | Алберто Х. Армандо, Буенос Ајрес, Aргентина | Румунија        | 1–0      | 2–0              | пријатељска                              |
| 8.  | 5. април 1978.      | Алберто Х. Армандо, Буенос Ајрес, Aргентина | Румунија        | 2–0      | 2–0              | пријатељска                              |
| 9.  | 6. јун 1978.        | Монументал, Буенос Ајрес, Aргентина         | Француска       | 1–0      | 2–1              | Светско првенство 1978.                  |
| 10. | 25. април 1979.     | Монументал, Буенос Ајрес, Аргентина         | Бугарска        | 2–1      | 2–1              | пријатељска                              |
| 11. | 26. мај 1979.       | Олимпико, Рим, Италија                      | Италија         | 2–2      | 2–2              | пријатељска                              |
| 12. | 8. август 1979.     | Монементал, Буенос Ајрес, Aргентина         | Боливија        | 1–0      | 3–0              | Копа Америка                             |
| 13. | 23. август 1979.    | Монументал, Буенос Ајрес, Aргентина         | Бразил          | 1–1      | 2–2              | Копа Америка                             |
| 14. | 16. септембар 1979. | Рајко Митић, Београд, Југославија           | Југославија     | 1–3      | 2–4              | пријатељска                              |
| 15. | 13. мај 1980.       | Вембли, Лондон, Енглеска                    | Енглеска        | 1–2      | 1–3              | пријатељска                              |
| 16. | 12. октобар 1980.   | Монументал, Буенос Ајрес, Aргентина         | Пољска          | 1–0      | 2–1              | пријатељска                              |
| 17. | 16. децембар 1980.  | Марио Алберто Кемпес, Кордоба, Аргентина    | Швајцарска      | 5–0      | 5–0              | пријатељска                              |
| 18. | 28. октобар 1981.   | Монументал, Буенос Ајрес, Аргентина         | Пољска          | 1–0      | 1–2              | пријатељска                              |
| 19. | 5. мај 1982.        | Хозе Амалфитани, Буенос Ајрес, Aргентина    | Бугарска        | 2–1      | 2–1              | пријатељска                              |
| 20. | 23. јун 1982.       | Хосе Рико Перез, Шпанија                    | Салвадор        | 1–0      | 2–0              | Светско првенство 1982.                  |
| 21. | 29. јун 1982.       | Sarrià, Барселона, Шпанија                  | Италија         | 1–2      | 1–2              | Светско првенство 1982.                  |
| 22. | 26. мај 1985.       | Полидепортиво де Пуебло Нуево, Венецуела    | Венецуела       | 2–1      | 3–2              | квалификације за Светско првенство 1986. |

## Трофеји
Ривер Плејт
- Прва лига Аргентине: (6)
- Метрополитано Насионал: 1975, 1977, 1979, 1980.
- Насионал: 1979, 1980.

Фудбалска репрезентација Аргентине
- Светско првенство у фудбалу 1978.
- Светско првенство у фудбалу 1986.